# Przedsiębiorstwo zbiorowego inwestowania w zbywalne papiery wartościowe
Przedsiębiorstwo zbiorowego inwestowania w zbywalne papiery wartościowe (Undertakings for Collective Investments in Transferable Securities, UCITS) – podmioty wspólnego inwestowania, uregulowane na poziomie europejskim (wspólnotowym) w formie dyrektyw Rady UE – dyrektywa Rady 85/611/EWG z 20.12.1985 r.. To dedykowane portfele wspólnych inwestycji, przeznaczone wyłącznie do inwestowania aktywów pochodzących od inwestorów.
W Polsce odpowiednikiem są fundusze inwestycyjne otwarte. Polskie fundusze inwestycyjne otwarte są zgodne z dyrektywą UCITS (ang.UCITS compliant).

## Ramy prawne
Pierwotnym aktem prawnym była ogłoszona w 1985 r. dyrektywa Rady 85/611/EWG z 20.12.1985 r. w sprawie koordynacji przepisów ustawowych, wykonawczych i administracyjnych odnoszących się do przedsiębiorstw zbiorowego inwestowania w zbywalne papiery wartościowe (UCITS), podlegająca stałym modyfikacjom (obecnie dyskutowana jest wersja UCITS V).
Jednolite zasady funkcjonowania funduszy UCITS miały na celu głównie stworzenie jednakowych warunków dla konkurencji między funduszami (chodziło o fundusze otwarte – w Polsce fundusze inwestycyjne otwarte) z różnych krajów członkowskich inwestujące w papiery wartościowe oraz stworzeniu w skali wspólnotowej efektywnych instrumentów ochrony posiadaczy tytułów uczestnictwa emitowanych przez przedsiębiorstwa zbiorowego inwestowania.
Dla takiej konkurencji niezbędne stało się:
1. zapewnienie jednakowych standardów ochrony inwestorów;
2. wprowadzenie zasad jednolitego paszportu;

- fundusze UCITS uzyskały możliwość oferowania swoich tytułów uczestnictwa we wszystkich państwach UE pod warunkiem uzyskania odpowiedniej zgody ze strony macierzystego regulatora,
- wprowadzany jednolity paszport w zakresie firm zarządzających funduszami.

Tym samym fundusze działające zgodnie z UCITS mogą obecnie prowadzić dystrybucję swoich tytułów uczestnictwa na terenie wszystkich Państw Członkowskich bez konieczności ubiegania się o odrębne zezwolenie w każdym z krajów członkowskich
Trwają prace nad ujednoliceniem regulacji dotyczących obowiązków informacyjnych:
- wobec organu nadzoru (w Polsce: KNF – sprawozdania okresowe i bieżące)
- wobec inwestorów (właścicieli tytułów uczestnictwa – w Polsce uregulowany format Prospektu Informacyjnego funduszu, uregulowana forma sprawozdań półrocznych i rocznych, wprowadzany w UCITS IV zestaw skrótowych informacji o funduszu).

Dyrektywa jest uzupełniana o inne elementy tworzące kompletne europejskie środowisko prawne:
- dyrektywa 1985/611 (z XII 1985 UCITS I[2])
- dyrektywa 2001/108 (z 01.2002[3] zmieniających dyrektywę 85/611 tzw. UCITS II lub Product Directive) rozszerzyła katalog aktywów, w które fundusze UCITS mogą inwestować, oraz zmodyfikowała zasady prowadzenia polityki inwestycyjnej funduszy.
- dyrektywa 2001/107 (z 01.2002[4] tzw. UCITS III lub Management Directive) – wprowadziła zasady dotyczące funkcjonowania spółek zarządzających funduszami UCITS oraz usystematyzowała obowiązki informacyjne funduszy, np. obowiązek sporządzania uproszczonych prospektów.
- dyrektywa 2007/16[5]
- dyrektywa 2009/65/WE (z 13.07.2009, w większości obowiązująca od 1.07.2011[6] tzw. UCITS IV)[7][8][9].